# Stefano d'Alvernia
Stefano, Etienne in francese e Esteve in catalano (... – 864), fu conte d'Alvernia dall'862 all'864.

## Origine
Nobile carolingio di cui non si conoscono gli ascendenti, si conosce solo il nome del padre, Ugo.

## Biografia
Di Stefano si hanno scarse notizie, si sa solo che verso l'862, spodestò dal titolo di conte di Alvernia, il suo predecessore, Bernardo I, in quanto, secondo gli Annales Bertiniani, in quell'anno si fa riferimento a Stefano, come conte di Alvernia.
Sempre gli Annales Bertiniani fanno riferimento alla morte di Stefano, riportando che i Normanni penetrarono in Alvernia e uccisero il conte Stefano con alcuni dei suoi uomini e poterono tornare indisturbati alle loro navi. La stessa notizia, che il conte Stefano fu ucciso dai Danesi, è riportata anche nel Chronicon Sancti Maxentii Pictavensis, ma è fatta erroneamente risalire a vent'anni prima.
A Stefano successe Gerardo II.

## Discendenza
Come risulta da una lettera ai vescovi francesi di Hincmaro Arcivescovo di Reims, datata 860, Stefano aveva sposata una figlia del conte di Tolosa, Raimondo I  e in quella stessa lettera sosteneva che il matrimonio non era stato consumato (Secondo l'Histoire general de Languedoc, Stefano in un primo tempo non aveva mantenuto la promessa di matrimonio, poi dopo essere stato costretto a sposare la figlia di Raimondo I, non aveva consumato il matrimonio).
Di Stefano non risulta alcuna discendenza.

### Fonti primarie
- (LA)  Chronicon Sancti Maxentii Pictavensis.
- (LA)  Annales Bertiniani.

### Letteratura storiografica
- René Poupardin, I regni carolingi (840-918), in «Storia del mondo medievale», vol. II, 1979, pp. 583–635
- (FR)  Claude Devic e Joseph Vaissette, Histoire générale de Languedoc Google Books Vol. 1 (1840), Vol. 2 (1840), Vol. 3 (1841), Vol. 4 (1749), Vol. 5 (1842), Vol. 6 (1843), Vol. 7 (1843), Vol. 8 (1844), Vol. 9 (1845)